# Sandy (Oregon)
Sandy az Amerikai Egyesült Államok északnyugati részén, Oregon állam Clackamas megyéjében helyezkedik el. A 2010. évi népszámláláskor 9570 lakosa volt. A város területe 8,13 km², melynek 100%-a szárazföld.
Sandy nevét a Sandy-folyóról kapta.
A településnek egy általános- (Sandy Grade School) és egy középiskolája (Cedar Ridge Middle School), valamint egy gimnáziuma (Sandy High School) van, melyek az Oregon-ösvényi Iskolakerület alá tartoznak.
Hetilapja a Sandy Post, ahol az önkormányzati hírek is megjelennek.

## Éghajlat
A térség nyarai melegek (de nem forróak) és szárazak; a havi maximum átlaghőmérséklet 22 °C. A Köppen-skála alapján a város éghajlata meleg nyári mediterrán (Csb-vel jelölve). A legcsapadékosabb a november–január, a legszárazabb pedig a július–augusztus közötti időszak. A legmelegebb hónap augusztus, a leghidegebb pedig december.
| Hónap                         | Jan.  | Feb.  | Már. | Ápr. | Máj. | Jún. | Júl. | Aug. | Szep. | Okt. | Nov.  | Dec.  | Év    |
| ----------------------------- | ----- | ----- | ---- | ---- | ---- | ---- | ---- | ---- | ----- | ---- | ----- | ----- | ----- |
| Rekord max. hőmérséklet (°C)  | 17,2  | 23,3  | 27,8 | 31,7 | 37,2 | 40,0 | 43,3 | 41,7 | 40,0  | 34,4 | 26,1  | 17,2  | 43,3  |
| Átlagos max. hőmérséklet (°C) | 6,7   | 8,9   | 11,7 | 14,4 | 17,8 | 21,1 | 25,0 | 25,6 | 22,2  | 16,1 | 9,4   | 6,1   | 15,5  |
| Átlaghőmérséklet (°C)         | 4,5   | 6,1   | 7,4  | 10,0 | 12,6 | 15,6 | 18,4 | 19,4 | 16,0  | 11,7 | 6,9   | 4,3   | 11,1  |
| Átlagos min. hőmérséklet (°C) | 2,2   | 2,2   | 3,0  | 5,6  | 7,2  | 10,0 | 11,7 | 12,2 | 10,0  | 7,2  | 4,4   | 1,7   | 6,5   |
| Rekord min. hőmérséklet (°C)  | −16,7 | −15,0 | −7,2 | −2,2 | −2,2 | −0,6 | −4,4 | 3,9  | 1,1   | −5,6 | −11,7 | −15,0 | −16,7 |
| Átl. csapadékmennyiség (mm)   | 260   | 211   | 205  | 145  | 105  | 33   | 36   | 33   | 91    | 166  | 284   | 283   | 1852  |
| Forrás: The Weather Channel   |       |       |      |      |      |      |      |      |       |      |       |       |       |

## Népesség

### 2010
A 2010-es népszámláláskor a városnak 9570 lakója, 3567 háztartása és 2486 családja volt. A népsűrűség 1177,1 fő/km2. A lakóegységek száma 3768, sűrűségük 463,4 db/km2. A lakosok 85%-a fehér, 0,4%-a afroamerikai, 1,3%-a indián, 1,2%-a ázsiai, 0,2%-a a Csendes-óceáni szigetekről származik, 3,4%-a egyéb, 3,4%-a pedig kettő vagy több etnikumú. A spanyol vagy latino származásúak aránya 9,2% (7,3% mexikói, 0,2% Puerto Ricó-i, 0,2% kubai, 1,6% egyéb spanyol vagy latino származású.)
A háztartások 37,7%-ában élt 18 évnél fiatalabb. 51,7% házas, 12,6% egyedülálló nő, 5,4% egyedülálló férfi, 30,3% pedig nem család. 23,5% egyedül élt; 10,1%-uk 65 éves vagy idősebb. Egy háztartásban átlagosan 2,68 személy élt; a családok átlagmérete 3,17 fő.
A medián életkor 32,7 év volt. A város lakóinak 29%-a 18 évesnél fiatalabb, 8,8% 18 és 24 év közötti, 29,5%-uk 25 és 44 év közötti, 22,6%-uk 45 és 64 év közötti, 10,2%-uk pedig 65 éves vagy idősebb. A lakosok 48,9%-a férfi, 51,1%-a pedig nő.

### 2000
A 2000-es népszámláláskor  a városnak 5385 lakója, 1956 háztartása és 1432 családja volt. A népsűrűség 662,4 fő/km2. A lakóegységek száma 2080, sűrűségük 255,8 db/km2. A lakosok 92,1%-a fehér, 0,1%-a afroamerikai, 1,2%-a indián, 1,7%-a ázsiai, 0,3%-a a Csendes-óceáni szigetekről származik, 1,7%-a egyéb-, 2,1%-a pedig kettő vagy több etnikumú. A spanyol vagy latino származásúak aránya 4,1% (3% mexikói,  0,1% kubai, 0,9% pedig egyéb spanyol/latino származású.)
A háztartások 42,9%-ában élt 18 évnél fiatalabb. 56% házas, 12,1% egyedülálló nő; 26,8% pedig nem család. 21,4% egyedül élt; 8,1%-uk 65 éves vagy idősebb. Egy háztartásban átlagosan 2,74 személy élt; a családok átlagmérete 3,18 fő.
A város lakóinak 30,9%-a 18 évesnél fiatalabb, 5,1% 18 és 24 év közötti, 31,3%-uk 25 és 44 év közötti, 20,8%-uk 45 és 64 év közötti, 8,7%-uk pedig 65 éves vagy idősebb. A medián életkor 32,5 év volt. Minden 100 nőre 96,5 férfi jut; a 18 évnél idősebb nőknél ez az arány 93,4.
A háztartások medián bevétele 42 115 amerikai dollár, ez az érték családoknál $52 543. A férfiak medián keresete $41 141, míg a nőké $25 604. A város egy főre jutó bevétele (PCI) $20 138. A családok 3,8%-a, a teljes népesség 8,1%-a élt létminimum alatt; a 18 év alattiaknál ez a szám 10,4%, a 65 évnél idősebbeknél pedig 5,2%.

## Közlekedés
A városon keresztülhalad a 26-os út, amely városi szakaszai a Sandy's Pioneer Boulevard és Proctor Boulevard nevet kapták; továbbá itt van a 211-es út északi vége.
Legkorábban 1940 és 1960 között a Portland Stages, Inc buszjáratokat üzemeltetett a három város között. A vonalakat 1970-ben átvette az új közszolgáltató, a TriMet; a járatok 2000-ig tartoztak hozzájuk, azóta a település saját cége, a Sandy Area Metro üzemelteti azokat.
A településhez közel két repülőtér van: 1,6 km-re északnyugatra a Sandy-folyói repülőtér, és a 4,8 km-re délre lévő Apród futópálya.

## Érdekes helyek
2015-től a város saját internethálózatot üzemeltet.
Két évente megrendezett esemény van: a leginkább az Oktoberfestre hasonlító Sandy Mountain Festival és a Hometown Holiday Festival and Parade.
A Johnsrud-kilátót a telepesek leszármazottja, Philip Jonsrud adományozta a településnek.
A Dubarko Roadról nyílik a Tickle-pataki-ösvény, melyet „Sandy szíve és lelke” becenéven is emlegetnek.

## Fordítás
Ez a szócikk részben vagy egészben  a   Sandy, Oregon című angol Wikipédia-szócikk ezen változatának fordításán alapul.  Az eredeti cikk szerkesztőit annak laptörténete sorolja fel. Ez a jelzés csupán a megfogalmazás eredetét és a szerzői jogokat jelzi, nem szolgál a cikkben szereplő információk forrásmegjelöléseként.